# Tetralonia pollinosa
Tetralonia pollinosa är en biart som först beskrevs av Amédée Louis Michel Lepeletier 1841.  Tetralonia pollinosa ingår i släktet Tetralonia och familjen långtungebin. Inga underarter finns listade i Catalogue of Life.